# Palaemon carteri
Palaemon carteri ist eine Garnelenart aus der Gattung der Felsengarnelen (Palaemon) innerhalb der Familie der Felsen- und Partnergarnelen (Palaemonidae). Sie kommt im Amazonasgebiet vor und ist dort eine der häufigsten Garnelenarten.

## Merkmale
Das Rostrum ist schmal und nach oben gebogen. Es erreicht oder überragt knapp die Spitze des Scaphocerit. Am dorsalen Rand befinden sich 6 bis 10, am ventralen 3 bis 7 (in der Regel 4 oder mehr) Zähne. Der Vorsprung am anterolateralen (vorne-seitlichen) Rand des ersten Segmentes der vorderen Antennen, bei adulten Exemplaren ein Merkmal zur Bestimmung, reicht bis über die Mitte des zweiten Segmentes, erreicht jedoch nicht beziehungsweise manchmal fast den dorsal-distalen Rand des zweiten Segmentes. Der anterolaterale Dorn des ersten Segmentes reicht gewöhnlich bis zur Mitte des Vorsprungs. Der branchiostegale Dorn ist etwas vom vorderen Rand des Carapax entfernt. Palpi an den Mandibeln sind nicht vorhanden. Vom Ansatz aus gemessen ist der Appendix masculina etwa 1,1-mal so lang wie der Appendix interna. Das Telson trägt zwei gefiederte Borsten (Setae) zwischen den inneren distalen, dornenformigen Borsten. Die inneren distalen dornenformigen Borsten überragen die distale Spitze des Telsons.
Holthuis beschreibt Palaemon carteri in den Scientific results of the Surinam Expedition 1948-1949 als vollkommen farblos und transparent, mit Ausnahme einer dunklen Masse im Thorax um den Magen.
Palaemon carteri ist morphologisch Palaemon ivonicus sehr ähnlich, beide Arten sollen sympatrisch im Amazonasgebiet vorkommen. Unterschieden werden sie hauptsächlich anhand der rostralen Merkmale und der Position des branchiostegalen Dorns. Einige Studien haben jedoch gezeigt, dass diese Merkmale zur konsistenten Unterscheidung nicht ausreichen.

## Verbreitung
Das Verbreitungsgebiet umfasst die Bundesstaaten Amazonas, Bolívar, Delta Amacuro und Monagas in Venezuela, Guyana, Suriname, Französisch-Guayana und in Brasilien den östlichen Teil des Bundesstaates Amazonas sowie Amapá und Pará. Der Holotypus stammt aus dem oberen Cuyuní, einem Fluss in Guyana. Bis vor kurzem galt Palaemon carteri als im Rio Negro Flussgebiet verbreitet (Magalhães and Pereira 2007). Untersuchungen von Carvalho et al. (2014) zeigten jedoch, dass es sich bei dem vermeintlichen Nachweis von Magalhães and Pereira im Rio Negro um die 2014 neu beschriebene Art Palaemon yuna handelt.

## Lebensraum
Palaemon carteri lebt gewöhnlich in Gewässern mit Ufervegetation und mit sich zersetzenden Blättern und ähnlichen Mikrohabitaten in Seen, Strömen und Flüssen mit bevorzugt geringer Strömung. Zumindest im Amazonasbecken kommt sie in der Regel in Klarwasserflusssystemen vor.

## Taxonomie
Palaemon carteri wurde 1935 von Isabella Gordon als Palaemonetes carteri im Artikel On new and imperfectly known species of Crustacea Macrura. in The Journal of the Linnean Society, Zoology 39 erstbeschrieben. De Grave und Ashelby zeigten 2013, dass Palaemonetes ein Juniorsynonym von Palaemon ist und kombinierten die Art als Palaemon carteri neu.